# Clubiona papuana
Clubiona papuana este o specie de păianjeni din genul Clubiona, familia Clubionidae, descrisă de Chrysanthus, 1967. Conform Catalogue of Life specia Clubiona papuana nu are subspecii cunoscute.